# معامل فاي
في الإحصاء، معامل فاي (أو معامل الطوارئ المربع المتوسط ويشار إليه بـ φ أو rφ) هو مقياس الارتباط لمتغيرين ثنائيين.
يُعرف في التعلم الآلي باسم معامل ارتباط ماثيوز (MCC) ويستخدم كمقياس لجودة التصنيفات الثنائية (ذات الفئتين)، والذي قدمه عالم الكيمياء الحيوية بريان دبليو ماثيوز ‏ في عام 1975، قدمه كارل بيرسون، وهذا المقياس مشابه لمعامل ارتباط بيرسون في تفسيره. في الواقع، فإن معامل ارتباط بيرسون المقدر لمتغيرين ثنائيين سيعيد معامل فاي، يعتبر المتغيران الثنائيان مرتبطين بشكل إيجابي إذا كانت معظم البيانات تقع على طول الخلايا القطرية. في المقابل، يعتبر المتغيران الثنائيان مرتبطين بشكل سلبي إذا كانت معظم البيانات تقع خارج القطر. إذا كان لدينا جدول 2×2 لمتغيرين عشوائيين x وy